# The National Archives
The National Archives (TNA) ist eine britische Behörde, die das Nationalarchiv für England, Wales und das Vereinigte Königreich unterhält. Es ist eine nichtministerielle Abteilung der Regierung des Vereinigten Königreichs. Seine übergeordnete Abteilung ist das Ministerium für Kultur, Medien und Sport des Vereinigten Königreichs Großbritannien und Nordirland. Hüter einiger der berühmtesten Dokumente des Landes, die mehr als 1.000 Jahre alt sind. Schottland und Nordirland haben eigene Nationalarchive, die National Records of Scotland und das Public Record Office of Northern Ireland.
Die National Archives wurden im Jahr 2003 durch den Zusammenschluss des Public Record Office und der Historical Manuscripts Commission gegründet.
Sie geben an, die größte Archivsammlung der Welt zu besitzen, und bewahren Dokumente aus über tausend Jahren britischer Geschichte auf, darunter das Manuskript des Domesday Book von 1086.
Der Hauptsitz liegt in Kew (London). Zusätzlich verwalten die National Archives das Family Records Centre in Islington.

## Gebäude
Das Nationalarchiv hat seinen Sitz in Kew im Londoner Stadtteil Richmond upon Thames im Südwesten Londons. Das Gebäude wurde 1977 als zusätzliches Gebäude für öffentliche Aufzeichnungen eröffnet, die in einem Gebäude in der Chancery Lane aufbewahrt wurden. Auf dem Gelände befand sich ursprünglich ein Krankenhaus aus dem Ersten Weltkrieg, das später von mehreren Regierungsbehörden genutzt wurde. Es liegt in der Nähe der U-Bahn-Station Kew Gardens.
Bis zu seiner Schließung im März 2008 wurde das Family Records Centre in Islington gemeinsam von den National Archives und dem General Register Office betrieben. Das Nationalarchiv verfügt über ein zusätzliches Büro in Norwich, das hauptsächlich ehemaligen OPSI-Mitarbeitern vorbehalten ist. Darüber hinaus gibt es in den ausgebauten Teilen der Winsford Rock Salt Mine in Winsford, Cheshire, ein zusätzliches Plattenarchiv (Langzeitarchiv).

## Sammlung

### Besondere Stücke

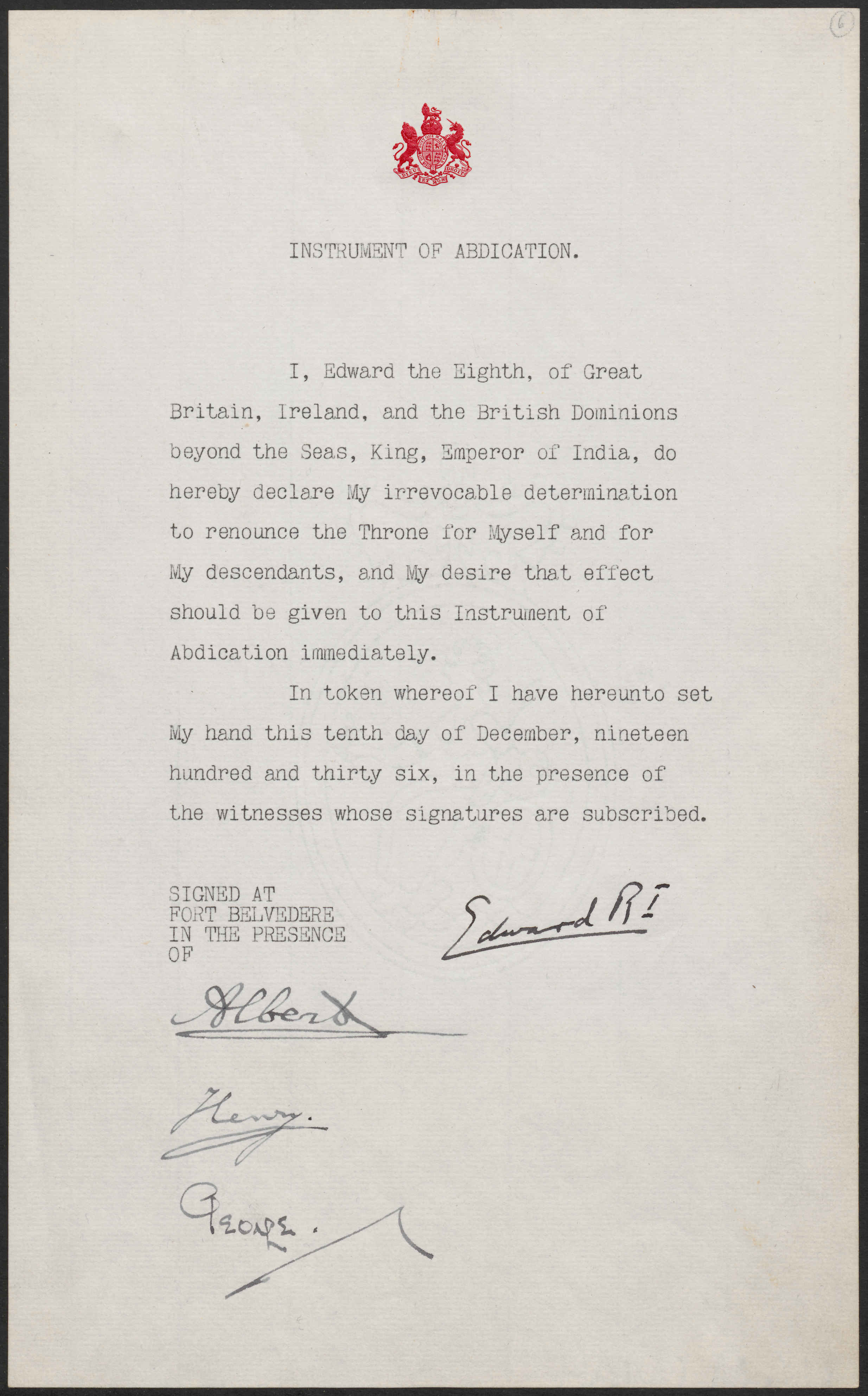
Abdankungsurkunde von Edward VIII. und seinen drei Brüdern

- Abdankungsurkunde von Edward VIII. und seinen drei BrüdernDomesday Book, einzigartige Aufzeichnung des mittelalterlichen England (1086)
- Endgültige Fassung der Magna Carta, herausgegeben von König Heinrich III. (1225)
- Kopie des ersten in England gedruckten Exemplars von William Caxton (1476)
- Brief von Sir Francis Drake, Vizeadmiral der englischen Flotte, an Sir Francis Walsingham während der spanischen Armada (1588)

- Handsigniertes Geständnis von Guy Fawkes aus dem Gunpowder Plot (1605)
- Testament von William Shakespeare mit der Unterschrift des berühmten Dramatikers (1616)
- Manuskriptaufzeichnung des Prozesses gegen Karl I. wegen Hochverrats (1649)
- Brief von Kapitän Cook an Philip Stephens (1768)
- Logbuch von William Bligh von der HMS Bounty mit zeitgenössischer Beschreibung der berüchtigten Meuterei (1789)
- Letzter Wille der Autorin Jane Austen (1817)
- SOS-Telegramm von Jack Phillips, an das Schiff SS Birma auf den Untergang der Titanic aufmerksam macht (1912)
- Exemplar der Proklamation der Irischen Republik (1916)
- Kopie des Vertrags von Versailles (1919)
- Unterzeichnetes Abdankungsschreiben von Edward VIII. (1936)

## Personen

### Leiter und Archivare

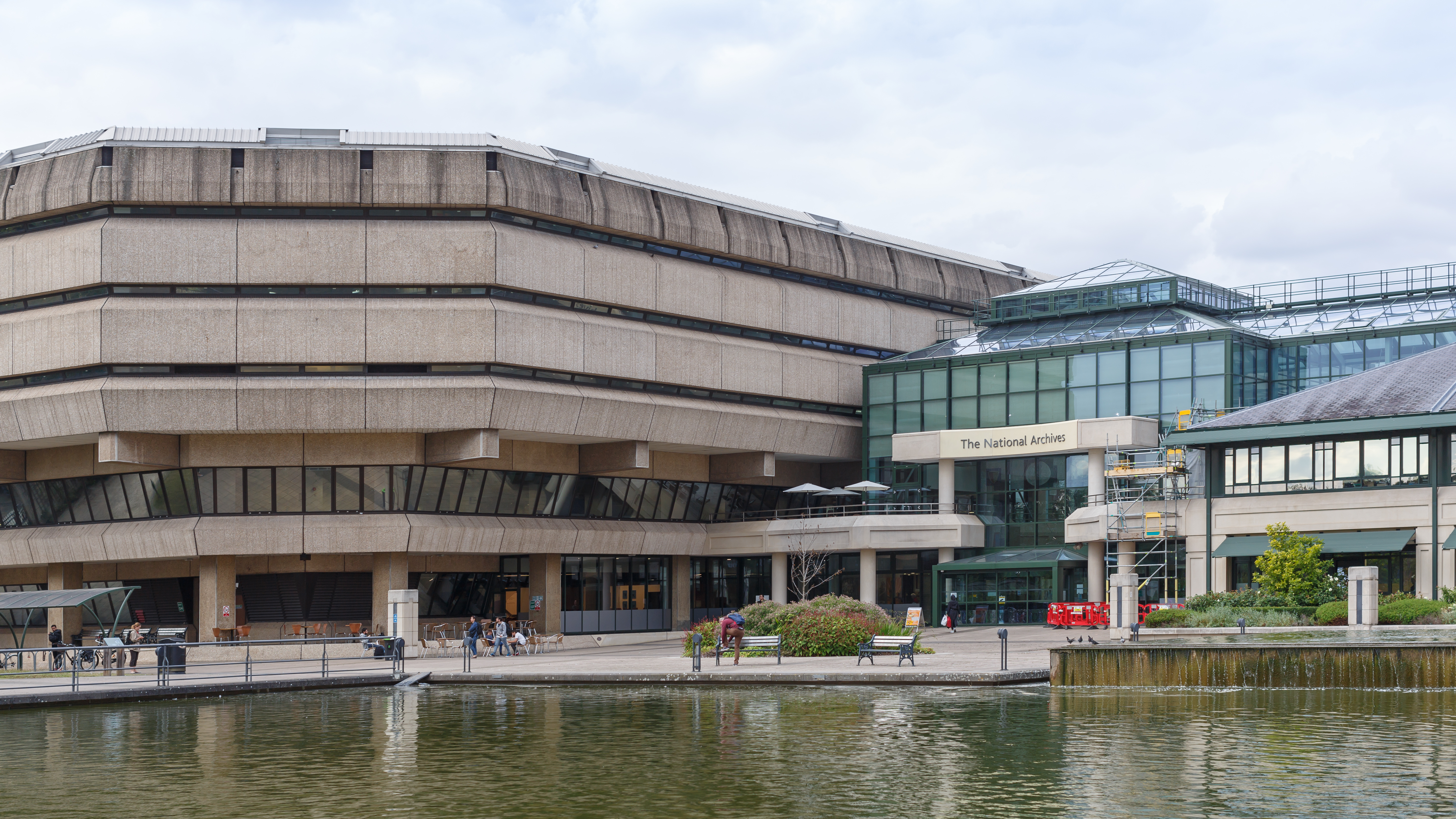
Hauptsitz in Kew, London

- 1991–2005: Sarah Tyacke
- 2005–2010: Natalie Ceeney
- 2010–2013: Oliver Morley
- 2013–2014: Clem Brohier
- seit 2014: Jeff James